# NGC 7813
NGC 7813 је спирална галаксија у сазвежђу Кит која се налази на NGC листи објеката дубоког неба.
Деклинација објекта је - 11° 59' 2" а ректасцензија 0h 4m 9,2s. Привидна величина (магнитуда) објекта NGC 7813 износи 14,2 а фотографска магнитуда 15,0. NGC 7813 је још познат и под ознакама IC 5384, MCG -2-1-16, MK 936, IRAS 00015-1215, PGC 287.